# Château de Fontenailles
Ne doit pas être confondu avec Ancien château de Fontenailles ou Château de Fontenaille.
Le château de Fontenailles est un château situé sur la commune de Louestault dans le département d' Indre-et-Loire.

## Historique
La seigneurie de Fontenailles est attestée depuis le 13e siècle; le château primitif fut vraisemblablement construit au Moyen Âge. De cette période subsistent, baignées par l'eau des douves, au Nord-est le vestige d'un bastion et au Nord-Ouest une large tour cylindrique, qui semblent remonter au 15e siècle. Le baron d'Aumont, nouveau propriétaire en 1849, va transformer la demeure en plaquant sur les façades anciennes un décor néo-gothique et en éclairant les combles de lucarnes. L'aile Nord-est fut vraisemblablement démolie à cette époque. 
En 1856, le domaine vendu au baron de Moracin est décrit dans l'acte notarié « flanqué de 3 tours et de tourelles, une 4e tour existant au milieu du bâtiment du côté de la cour, au haut de laquelle est un belvédère. La façade du midi à 6 ouvertures, celle du levant 5 ouvertures. le rez-de-chaussée comprend une dizaine de pièces au rez-de-chaussée et 6 chambres au 1er étage. » Il présente alors un aspect très proche de celui qu'il offre actuellement. 
Le château est acheté en 1876 par un banquier parisien, Alcide Beley, qui rajoute en 1882, à l'angle des façades Sud Ouest et Ouest, la salle à manger placée dans la grosse tour carrée ornée de deux tourelles en poivrière. En référence à une tradition selon laquelle elle aurait séjourné au château de Fontenailles, il fit également installer une verrière représentant Agnès Sorel tenant un faucon, réalisée par le peintre-verrier Lucien-Léopold Lobin ,. 
Le château fut vendu en 1884 à la duchesse de Bauffremont et en 1888 à la baronne de Boucheporn (née Sieber) qui fait restaurer la chapelle : les travaux furent confiés à Jules Pellechet, architecte à Paris et les peintures à Louis Renouard, peintre-décorateur au Mans .  La bénédiction et l'inauguration eurent lieu le 10 juillet 1891, la chapelle fut dédiée à sainte Marguerite, prénom de la baronne de Boucheporn . À cette époque, le château est également doté d'éléments de confort moderne : chauffage et éclairage au gaz et il est remeublé. 
Mme Lenoir, nièce de Mme de Boucheporn et héritière du domaine en 1937, le vend en 1949 à une association : la Joie par la Santé, qui devient en 1983 un centre de rééducation professionnelle. Pour accueillir les stagiaires, des pavillons à étages, conçus par les architectes Delamare et Auznat, sont construits en 1983, en bordure ouest du château.
Le château actuel et la chapelle sont inscrits à l'Inventaire général du patrimoine culturel depuis 1996 .